# Koipady
Koipady es una ciudad censal situada en el distrito de Kasaragod en el estado de Kerala (India). Su población es de 18121 habitantes (2011). Se encuentra a 9 km de Kasaragod.

## Demografía
Según el censo de 2011 la población de Koipady era de 18121 habitantes, de los cuales 9012 eran hombres y 9129 eran mujeres. Koipady tiene una tasa media de alfabetización del 90%, inferior a la media estatal del 94%: la alfabetización masculina es del 93,86%, y la alfabetización femenina del 86,23%.